# Họ Cá ốt me nam bán cầu
Họ Cá ốt me nam bán cầu (danh pháp kha học: Retropinnidae) là một họ cá vây tia chứa các loài cá ốt me và cá thyman nam bán cầu. Chúng có quan hệ họ hàng gần, và có bề ngoài khá giống với cá ốt me phương bắc (họ Osmeridae), nhưng không giống như cá hồi thyman (Thymallus) của họ Salmonidae. Chúng có vây béo. Vây đuôi chẻ với 16 tia vây. Không có đường bên.
Các loài trong họ này chỉ được tìm thấy ở đông nam Australia, Tasmania, quần đảo Chatham và New Zealand. Mặc dù có vài loài sống một phần cuộc đời trong môi trường nước mặn, nhưng phần lớn là cá nước ngọt hay nước lợ.

## Các chi và loài
Hiện người ta ghi nhận 6 loài trong 3 chi.
- Prototroctes
  - Prototroctes maraena Günther, 1864: Cá thyman Australia, cá hồi phương nam. Đông nam Australia.
  - Prototroctes oxyrhynchus Günther, 1870: Cá thyman New Zealand, cá hồi mép nhọn. New Zealand.
- Retropinna
  - Retropinna retropinna (Richardson, 1848) : Cá ốt me New Zealand, cá dưa chuột. New Zealand.
  - Retropinna semoni (Weber, 1895) : Cá ốt me Australia, cá dưa chuột Australia. Australia
  - Retropinna tasmanica McCulloch, 1920: Cá ốt me Tasmania.
- Stokellia
  - Stokellia anisodon (Stokell, 1941): Cá ốt me Stokell. New Zealand.

## Hình ảnh

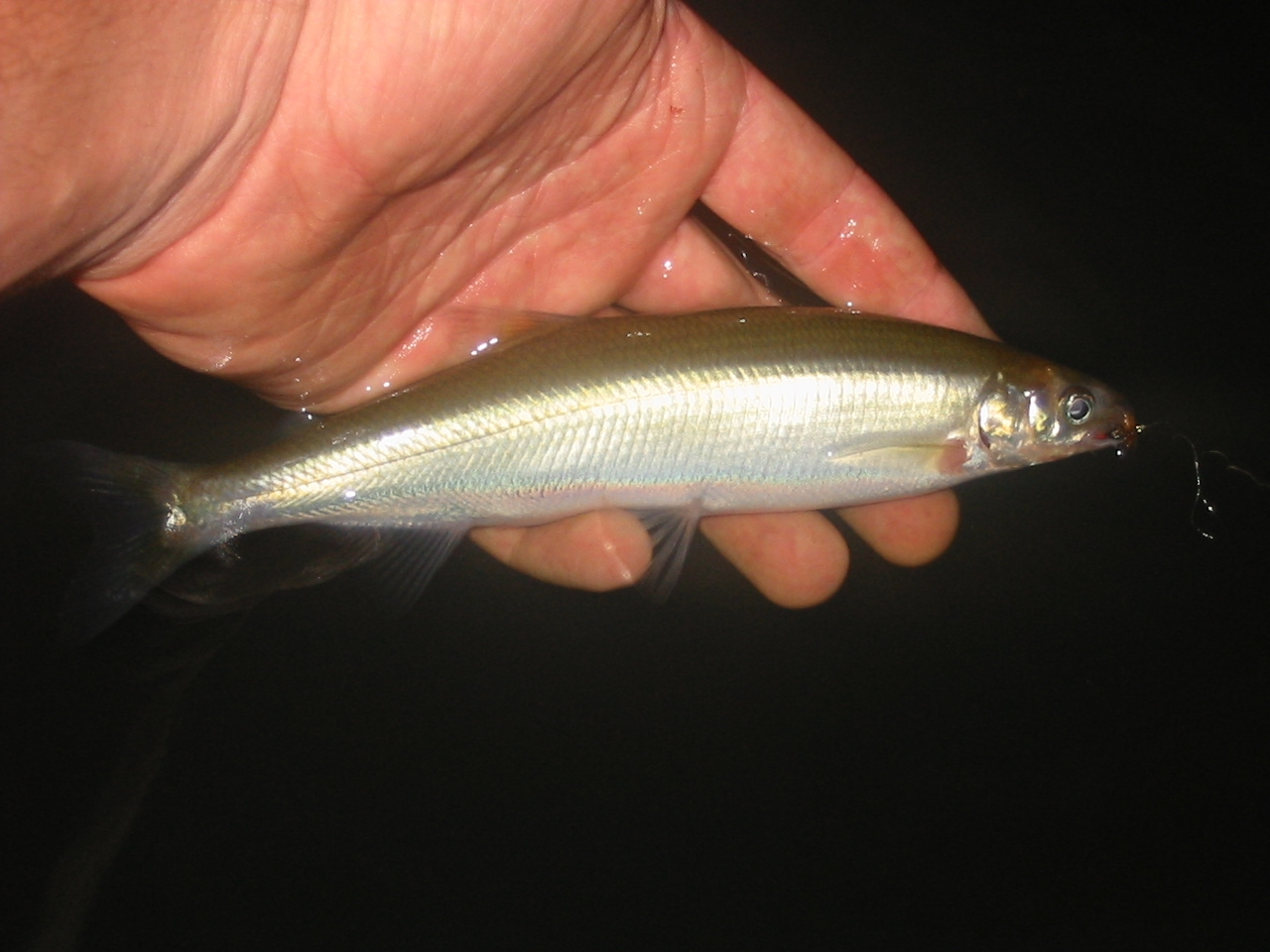